# Шебалин, Пётр Иванович
Пётр Иванович Шебалин (1879—?) — учитель, член Всероссийского учредительного собрания.

## Биография
Из казаков станицы Копальской Семиреченского казачьего войска.
В 1904 служил в долности старшего учителя (не имеющего чина) в Потоскуйском мужском начальном народном училище с 1-го района города Тюмени.
Учился в Санкт-Петербургском университете, но не закончил, так как был арестован. С 1906 года член РСДРП (меньшевиков), с того же года под полицейским надзором. В 1909 на три года сослан в Тобольскую губернию, до этого отсидел в разных тюрьмах около 18 месяцев. В Тюмени издавал нелегальную газету «Тюменский рабочий», а затем еженедельник «Зауралье». C 1912 года был учителем в реальном училище в Санкт-Петербурге.
Затем поступил на службу в Министерство земледелия и с октября 1914 года заведовал Пржевальским переселенческим подрайоном Семиреченской области. С 1916 года был производителем работ младшего оклада Семиреченской временной партии для заготовления переселенческих участков.
В 1916 году во время Киргизского восстания участвовал в столкновении с дунганами. В середине августа 1916 находился в осажденном восставшими Пржевальске. Был свидетелем разграбления имущества восставших землемером Рунковым и другими:48.  В конце 1916 года вошёл в состав "Комитета по выяснению и возмещению убытков, причиненных мирному населению мятежом 1916 г." под руководством полковника Иванова:100 и "Попечительского совета по восстановлению церковной жизни и по оказанию помощи разоренному духовенству от мятежных киргизов" под председательством благочинного протоиерея Михаила Заозёрского, совет действовал до конца 1917 года. В декабре 1916-го заведовал также Пржевальским переселенческим приютом, куда поступали в том числе и круглык сироты, потерявшие родителей во время мятежа:102. 
В марте 1917 был избран уездным комиссаром Пржевальского уезда. 4 и 6 мая 1917 года в Пишпеке, как комиссар Временного правительства, участвовал в обсуждении вопроса об урегулировании отношений русского и туземного населения (после возвращения из бегства в Китай во время Киргизского восстания) в Пржевальском, Пишпекском и Джаркентском уездах. Подписал вместе  с членами Туркестанского комитета  О. А. Шкапским и М. Т. Тынышпаевым, заведующим переселенческим делом Семиреченской области В. А. Гончаровским, председателем Семиреченского областного киргизского комитета И. Д. Джайнаковым, С. Н. Шендриковым, драгоманом Кашгарского консульства Г. Ф. Стефановичем и председателем киргизов Пржевальского уезда К. Т. Тельтаевым протокол этого совещания о порядке действий в данном направлении. Состоял в переписке с Кульджинским консулом В. Ф. Любой по вопросу о финансировании возвращения 5000 беженцев в Семиречье.   
На областном крестьянском съезде был  утверждён кандидатом в депутаты Учредительного собрания и выдвинут на должность областного комиссара Временного правительства. 11 июля 1917 года утверждён в должности областного комиссара представителями различных общественных организаций. По другим данным вступил в должность Областного комиссара с августа 1917 года. 
В конце 1917 года проживал в Верном. Осенью 1917 года был избран во Всероссийское учредительное собрание в Семиреченском избирательном округе по списку № 2 (социалисты).
В феврале 1918 года - исполняющий обязанности заместителя председателя войскового круга Семиреченского казачьего войска
В 1918 году назначен членом Семиреченского облисполкома.
В 1918-1919 года 1-й председатель Семиреченского обкома Коммунистической партии Туркестана (КПТ). Председательстовал на 1-м Семиреченском областном съезде КПТ, проходившем в феврале-марте 1919 года.
С 1919-го по март 1920? — заведующий Семиреченским областным отдеом народного образования. В 1920 — инструктор по школьному образованию Семиреченского облОНО. В марте 1920-го лектор Курсов совработников в городе Верном.
Во время  Верненского мятежа в июне 1920 года был назначен Верненским комитетом партии одним из делегатов для переговоров с восставшим гарнизоном крепости.
Выпустил несколько брошюр и статей в конце 1920-х, дальнейшая судьба неизвестна.

## Отзывы современников
Из дневника от Архимандрита Иринарха (Шемановского):
14 августа 1916 года. В Пржевальске военная власть перешла в руки переселенческого чиновника П.И. Шебалина, так как начальник уезда Иванов оказался феноменально бездеятельным и совершенно неспособным офицером. Правда ли это? Шебалина я всегда считал одним из лучших в Пржевальске по уму, честности и отваге человеком. Уверен, что в его руках Пржевальск уцелеет. К сожалению, в позднейшем времени выяснилось, что власть в уезде на его погибель осталась в руках полковника Иванова, умеющего защищать только личные интересы.
30 августа 1916 года. К счастию для уезда, делом уборки хлебных злаков занялся переселенческий чиновник П.И. Шебалин, заботы которого русским людом не забудутся.
8 сентября 1916 года. В городе полковника Иванова поносят за бездеятельность открыто. Говорят, что если бы не переселенческий чиновник П.И. Шебалин, взявший в свои руки продовольственное дело, то горожанам пришлось бы плохо
Из рапорта полковника Колосовского военному губернатору Семиреченской области от 8 декабря 1916:
Постановка дела в Пржевальском уездном комитете <по выяснению и возмещению убытков, причиненных мирному населению мятежом 1916 г.>, при наличии имеющихся средств, заслуживает полной похвалы и ведется при дружном сотрудничестве всех его членов, среди которых особенно выделяется работа П. И. Шебалина и В. Г. Рафикова:101.

## Труды
- Шебалин П. И. Опий – его обработка и добывание в Казахстане // Народное хозяйство Казахстана. 1926. № 2. С. 19–42
- Шебалин П. И. Жетысу (Семиречье): Экономический обзор. Смоленск, 1926. C. 76-77,
- Шебалин П. И. Опий, его обработка и добывание в Джетысу (в Семиречье) и в Киргизии. Ржев: Издание Джетысуйского Губпланкова и Джетысуйского отдела государственного географического общества, 1927. 44 с.
- Шебалин П. И. Технические растения Джетысу. // Народн. хоз-во Казахстана, 1927, No 4, с. 30-53.
- Шебалин П. И. и др. Алма-Атинский (Джетысу) округ в цифрах 1913-1928 гг. Алма-Атинский Окрплан. 1929 г.

## Комментарии
1. ↑  Коммунистическая партия Туркестана или КПТ возникла летом 1918 года. Конференцию, проходившую 17 - 25 июня 1918 года было решено считать 1-м краевым съездом КПТ. Уже 17-29 декабря 1918 г. на втором съезде КПТ была переименована в Туркестанскую краевую организацию РКП(б), но в документах её продолжали называть КПТ. С этим связаны разночтения в дате перехода П. И. Шебалина в РКП(б)/ВКП(б), в одних источниках это 1918 год[3], в других только 1920-й[1].
2. ↑  В записях от 14 и 30 августа о. Иринарх Шемановский записывает фамилию Шебалина с ошибкой как Шебанин[12][13]. Здесь исправлено нами (ВП)